# Яйцо с полосками синей эмали
«Яйцо́ с поло́сками си́ней эма́ли» (оно же «Ребри́стое») — ювелирное яйцо, изготовленное фирмой Карла Фаберже между 1885 и 1891 годами. Данных о заказчике и первом владельце нет. Хранится в частной коллекции Ставроса Ниархоса в Париже (Франция).

## Описание
Ювелирное пасхальное «Яйцо с полосками синей эмали» сделано из зелёного, красного и жёлтого золота, украшено сапфирами, алмазами, эмалировано прозрачной синей эмалью. На вершине яйца расположена Императорская корона, украшенная гранёными сапфирами и алмазами. Яйцо покоится на круглой золотой опоре. Оригинальный сюрприз, по всей вероятности изготовленный из лунного камня, утрачен.

## Сюрприз
«Ребристое» ювелирное пасхальное яйцо внутри содержит миниатюрного кролика с рубиновыми глазами, вырезанного из агата. Оригинальный сюрприз утерян. Существует мнение, что вероятно он был изготовлен из лунного камня.

## Владельцы
Изготовлено в Санкт-Петербурге ювелирным домом Карла Фаберже между 1885—1891 годами. Данных о владельце нет. В 1921 году, куплено Александром Тилландром (Финляндия). В 1924 году перепродано господину Попперу (Будапешт). В 1953 Галерея Хаммер (Нью-Йорк). С 1962 года Ставрос Ниархос (Париж, Франция). Хранится в коллекции Ставроса Ниархоса в Париже (Франция).